# Christian Traoré
Christian Traoré (født 18. april 1982 i København) er en dansk tidligere fodboldspiller.

## Baggrund
Han er af guineanske oprindelse (hans far er Guinea), og hans mor er fra Danmark. 

## Karriere
Han startede sin seniorkarriere i FC København, men har også været i Svenske Hammarby IF, og været udlejet til Norske Hønefoss BK. Han har også spillet i Lyngby BK. 
Den 15. juli 2015 blev det offentliggjort, at Christian Traoré indstillede karrieren.